# ジュンガル盆地

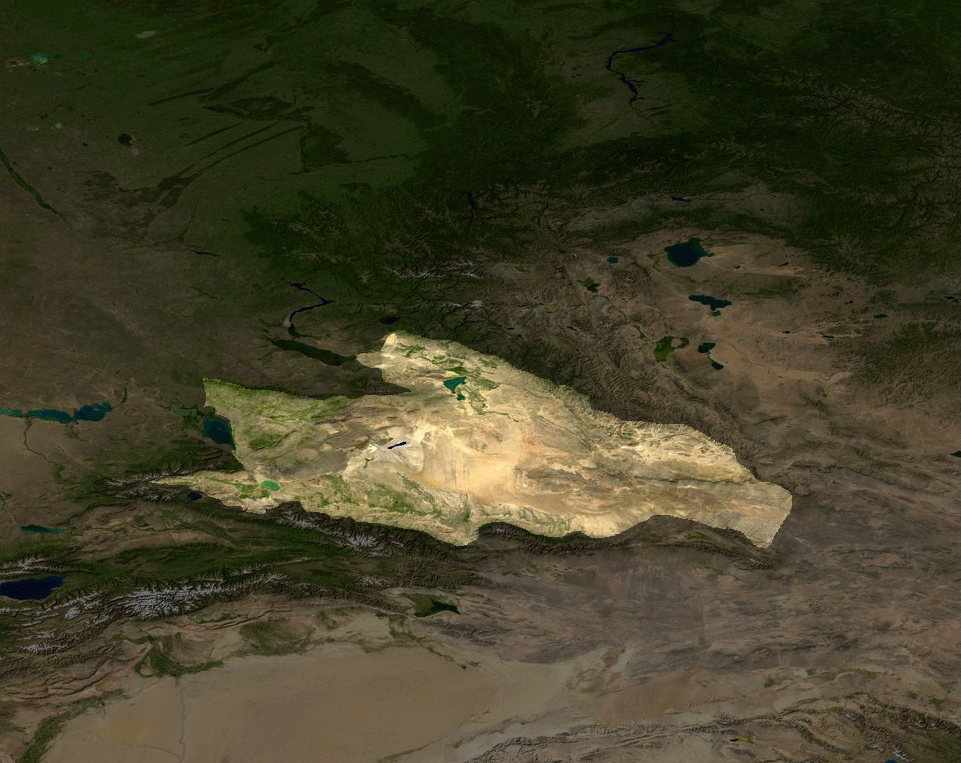
ジュンガル盆地の範囲。

ジュンガル盆地、ジュンガリア（モンゴル語: Зүүнгар / Züüngar, ウイグル語: جۇڭغار_ئويمانلىقى, 中国語: 准噶尔盆地）は中華人民共和国新疆ウイグル自治区の北西部にある盆地を中心とした土地である。面積はおおよそ77万7000平方キロメートル。

## 歴史
ジュンガリア（ジュンガルの土地の意）という名前は17世紀から18世紀にかけて中央アジアに存在したモンゴル系のジュンガル帝国にちなんで名付けられた。17世紀後半、ガルダン・ハーンの指導のもとにジュンガリアはその絶頂期に達し、1757年から1759年にかけて清朝に完全に破壊されるまでに西へのモンゴル系遊牧民の移住などに大きな役割を果たしていた。

## 地理
ジュンガリアは大きく広がるステップ地帯及び半砂漠化（グルバンテュンギュト（古爾班通古特）砂漠）した盆地で、南に天山山脈、北にアルタイ山脈とまわりを山々に囲まれている。内陸にある為、かなり寒暖が激しく冬は雪が積もる。盆地最大の湖、マナス湖はすでに干上がっている。
ウルムチ市、グルジャ市、カラマイ市がジュンガリアにある主な都市である。そのほかに小さいオアシス都市が山麓部に点在している。

## 経済
小麦、大麦、燕麦、砂糖大根などが栽培されていて、牛、羊、馬などが飼育されている。畑は雪解け水によって灌漑されている。
ジュンガリアには石炭、鉄鉱石、金などの天然資源があり、また大規模な油田も発見されている。